# Gongrocnemis gaumeri
Gongrocnemis gaumeri är en insektsart som först beskrevs av Henri Saussure och Francois Jules Pictet de la Rive 1898.  Gongrocnemis gaumeri ingår i släktet Gongrocnemis och familjen vårtbitare. Inga underarter finns listade i Catalogue of Life.